# Amesha Spenta

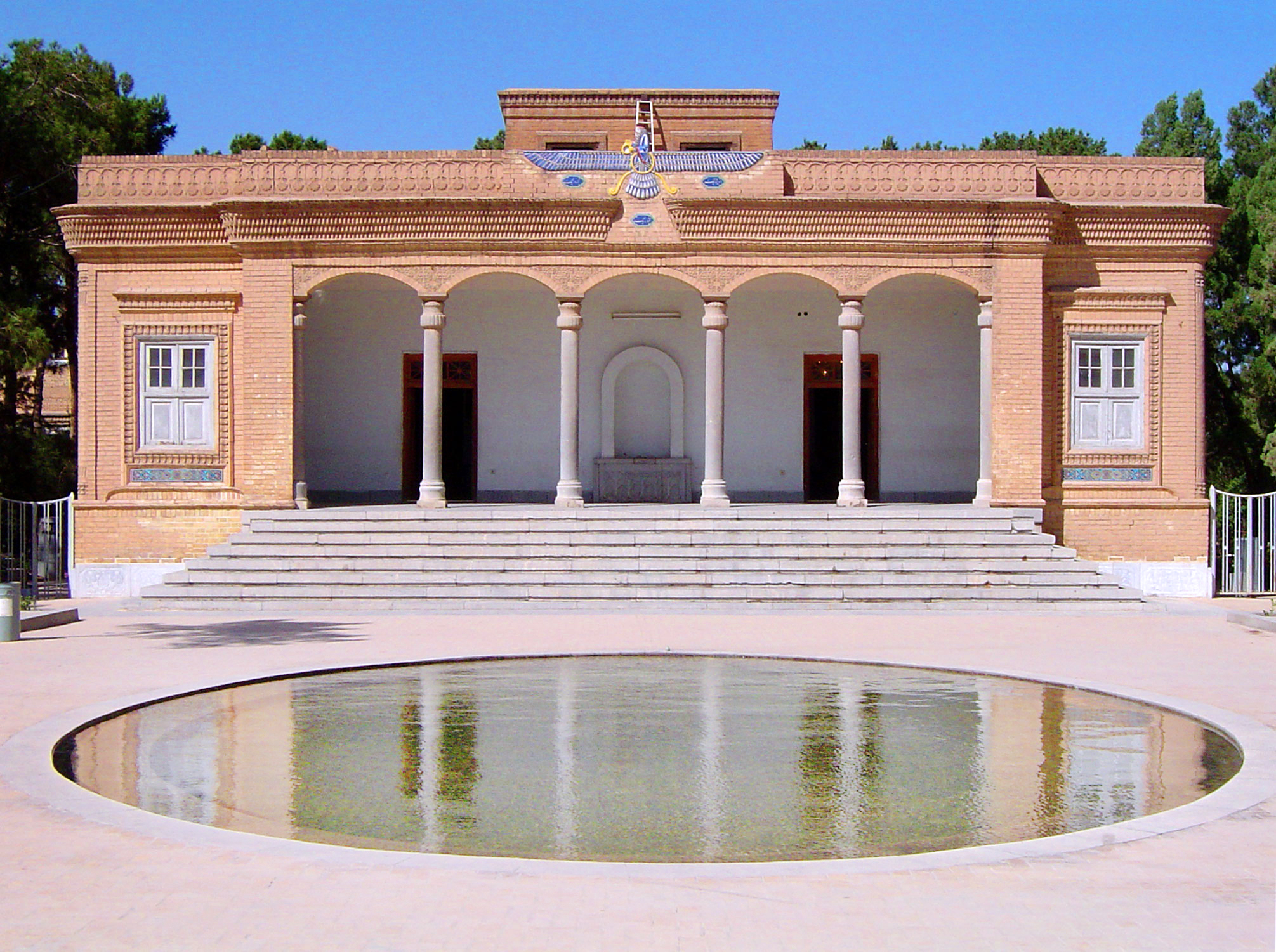

Las Amesha Spenta son cualquiera de los seis conceptos mentales (no divinidades) que ayudan a hombres y mujeres a progresar a Ahura Mazda, la divinidad del Zoroastrismo; ellos son los principios ordenadores de la creación, creados por Ahura Mazda para ayudar a regir la misma. En el mazdeismo post-Zoroastro son vistos posteriormente como arcángeles.
Son honrados por separado y cada uno tiene un mes especial, su propio festival y flor distintiva. Las más importantes son Asha (La verdad), quien gobierna sobre el fuego sagrado y mantiene el sendero de la justicia y el conocimiento espiritual, y Vohu Manah (Buena Mente), quien da la bienvenida a los devotos dentro del paraíso. 
Khshathra Vairya (El dominio deseable) tutela el metal, Spenta Armaiti (La devoción benéfica) rige sobre la tierra, mientras que Haurvatat (La integridad) y Ameretat (La inmortalidad) dominan el agua y las plantas. En el Zoroastrismo moderno, cada concepto tiene su opositor específico.
Entre los seres que sirver a los Amesha Spentas podemos encontrar a Haoma.

## Las seis Amesha Spentas
Las seis Amesha Spentas son:
- 1. Asha Vahishta: La Verdad Más Alta (Mejor). También la Más alta forma de Verdad. Esta Verdad escribe como debe ser el Mundo en su forma ideal. Como consecuencia la intención de mejorarlo es una Intención Recta, actuar de acuerdo a ella constituye la forma más alta de Rectitud.

- 2. Vohu-Mana: La Buena Mente. Es la capacidad mental para comprender a Asha, para entender la naturaleza de nuestro mundo y reconocer la diferencia entre el ideal y el real. Es, por lo tanto, el instrumento de conocimiento moral

- 3. Spenta Armaity: La Actitud Sagrada. Teológicamente, es la actitud de Piedad hacia la Fuente del Ser y la Verdad Máxima; Éticamente, es la actitud de Benevolencia, un interés por la Bondad. Puede entenderse por Mente Recta

- 4.Kshastra-Vairya: La buena elección. Es la estructura social (y política) ideal del mundo humano. En Término humanos, podemos llamarle la sociedad ideal En términos teológicos, es el Reino de los Cielos.

- 5. Haurvatat: El estado completo de Bien-estar, integridad física y espiritual. En su forma completa es el estado de perfección en la tierra.

- 6. Ameretat: El estado de Felicidad Inmortal.